# Абреу, Казимиру ди
Казимиру Жозе Маркис ди Абреу (порт. Casimiro José Marques de Abreu; 4 января 1839, Барра-де-Сан-Жуан (ныне Казимиру-ди-Абреу), Бразилия — 18 октября 1860, Нова-Фрибургу, Бразилия) — бразильский поэт, прозаик и драматург, адепт движения ультра-романтизма. Наибольшую популярность ему принесло стихотворение «Meus oito anos» («Моё восьмилетие»).

## Биография
Казимиру ди Абреу родился 4 января 1839 года в городе Барра-де-Сан-Жуан (переименован в его честь в 1925 году), в семье богатого фермера Жозе Жуакина Маркиса ди Абреу и Луизы Жуакины дас Невис. Получил лишь базовое образование в школе Фризе, в Нова-Фрибургу, где познакомился и подружился с Педру Луисом Перейрой ди Соузой. По приказу своего отца, он переехал в Рио-де-Жанейро в 1852 году, чтобы посвятить себя торговле, которую ненавидел.
В 1853 году он вместе с отцом отправился в Португалию. Там начал свою литературную карьеру, писал для многих газет (например, О Progresso), сотрудничал с Александром Геркулано и Луисом Аугусто Ребело да Силва. Во время своего пребывания в Португалии написал первые произведения: пьесу о Луисе де Камоэнсе, роман «Каролина», опубликованный в фельетонной форме, и первые главы романа, который так и не закончил: «Камила». В 1857 году он вернулся в Рио, где стал сотрудничать с газетами «Marmota», «О Espelho» и «Correio Mercantil». Во время работы в последней встретил Мануэла Антониу ди Алмейду и Жуакина Марию Машаду ди Ассиса.
В 1859 году де Абреу опубликовал свою самую известную работу — книгу стихов «Весна» (порт. Primaveras). Её публикация была профинансирована его отцом, хотя он не одобрял литературной профессии Казимиро.
Страдая от туберкулёза Казимиру переехал в Нова-Фрибургу, чтобы восстановить здоровье, но лечение оказалось безрезультатным и он умер на 22-м году жизни 18 октября 1860 года.

## Произведения
- Camões e o Jau (1856)
- Carolina (1856)
- Camila (незаконченный роман — 1856)
- A Virgem Loura: Páginas do Coração (1857)
- As Primaveras (1859)